# Ратуша з беффруа (Дендермонде)
Ратуша з бефруа (нід. Belfort van Dendermonde) — пам'ятка архітектури XIV століття у бельгійському місті Дендермонде, провінція Східна Фландрія. Розташована на центральній площі міста Гроте-Маркт (Grote Markt). Башта-бефруа внесена до списків світової спадщини ЮНЕСКО, разом із низкою інших бефруа Бельгії та Франції, її висота становить 40,3 м.

## Історія
У 1337 році у Дендермонде почалося зведення будівлі палати сукнарів (ліва частина сучасної будівлі), завершене у 1350 році. Це була прямокутна у плані, кам'яна двоповерхова будівля. На першому поверсі головного фасаду розташовувалися чотири входи, над ними, на другому поверсі — чотири прямокутні вікна. Північний фасад прикрашений східчастим фронтоном, на першому поверсі бічного фасаду — три входи. На другому поверсі будівлі була кімната для зборів палати сукнарів і ткачів.
Через 40 років, у 1377 році, до будівлі прибудували башту-бефруа, фасад якої прикрасили п'ятьма статуями в альковах. У бефруа, у спеціальному вогнетривкому приміщенні зберігалися символи міста.
У 1395 році міська рада вирішила прибудувати до башти праве крило. На першому поверсі, куди вів великий вхід із брамою, розташовувалися арсенал і міські ваги, на другому поверсі був кабінет бургомістра та (пізніше) каплиця бургомістра.
У 1551 році будівлю ратуші значною мірою перебудували, поєднавши її із сусідньою будівлею заїжджого двору «Лелека» («de Ooievaar»). Наприкінці століття реставрували фасад, після чого він набув барокових рис.
У другій чверті XIX між ратушею і річкою Ауде-Дендер звели нову будівлю у неокласичному стилі, поєднавши її галереями із старою ратушею. У новій будівлі розмістилися Торгова палата, міська бібліотека, міський архів та інші муніципальні служби, а після 1862 року — і пожежна частина. Між 1864 і 1896 роками будівлю старої ратуші та бефруа реставрували за проектом архітектора Едуарда Боуенса.
Протягом Першої світової війни Дендермонде зазнав значних руйнувань. 17 вересня 1914 року обвалився дах бефруа і карильйон з 40 дзвонів, від ратуші лишилися лише кам'яні стіни. Міський архів був знищений, також були втрачені кілька цінних картин, що зберігалися у ратуші. У 1920–1924 роках ратушу і бефруа відбудували; роботами з реставрації керував спочатку архітектор А. Стерк (A. Sterck), потім — архітектор Ф. де Руддере (F. De Ruddere).
Щоліта, починаючи з 21 червня 1957 року, на фасаді ратуші вивішують одинадцять геральдичних прапорів одинадцяти родин, представники яких у той чи інший час між XIII та XVI століттями керували містом.
У 1983–1984 роках міська рада Дендермонде переїхала із старої ратуші на площі Гроте-Маркт до новітньої будівлі на сусідній вулиці. У правому крилі будівлі старої ратуші розташований туристичний інформаційний центр, у лівій — молодіжна служба. На другому поверсі ратуші проводяться весілля та зустрічі представників міської влади із громадою міста.

## Картинна галерея
З 1875 року у будівлі ратуші зберігається колекція картин фламандських та французьких художників, більшість з яких належить до так званої «Дендермондської школи». Першими експонатами колекції стали кілька картин бельгійських художників Шарля Ерманса, Яна Верхаса, Адріана Хейманса, Жака Россельса, Йозефа Косеманса та Франса Вінка. Пізніше колекція регулярно поповнювалася, переважно роботами місцевих художників — Дора Буреварда, Франца Кауртенса та інших.

## Карильйон
Перший годинник з'явився на бефруа у 1378 році, це був звичайний дзвін, який повідомляв про початок і кінець робочого дня. У 1526 році на башті встановили механічний годинник із циферблатом та шістьма дзвонами, 1548 року кількість дзвонів збільшили до 15. До руйнування 1914 року карильйон мав 40 дзвонів, більшість з яких дарували місту різні представники родини Ван ден Гейн (Van den Gheyn) з Левена.
Сучасний карильйон установлений у 1975 році, він має 49 дзвонів (згідно так званого мехеленського стандарту) і важить близько 6800 кг. Карильйон автоматично грає кожні п'ятнадцять хвилин, а по неділях і понеділках проводяться концерти.